# Hydrogenophaga crassostreae
Hydrogenophaga crassostreae es una bacteria gramnegativa del género Hydrogenophaga. Fue descrita en el año 2017. Su etimología hace referencia a la ostra del Pacífico Crassostrea gigas. Es aerobia y móvil por flagelo polar. Tiene un tamaño de 0,3-0,5 μm de ancho por 1,4-2,2 μm de largo. Forma colonias amarillas, convexas, elevadas y circulares. Temperatura de crecimiento entre 4-35 °C, óptima de 25 °C. Catalasa y oxidasa positivas. Se ha aislado de la ostra del Pacífico Crassostrea gigas en Corea del Sur. 